# انغلاف قاعدي
الانْغِلاَفُ القاعِدِيّ أو الانْطِباعُ القاعِدِيّ (بالإنجليزية: Basilar invagination)‏، هو انطواء أو انغلاف الجزء القاعدي من الجمجمة. حيث يحدث عندما يندفع الجزء العلوي من الفقرة الرقبية الثانية (C2) إلى الأعلى. وقد تؤدي إلى تضيق الثقبة العظمى، وقد تضغط الجزء السفلي من الجذع الدماغي.
تتشابه الحالة مع تشوه آرنولد خياري حيث تظهر المشكلة في كليهما بعد الولادة.

## الأسباب وعوامل الخطر
تظهر حالة الانغلاف القاعدي عند الولادة. إذا ظهرت الحالة بعد الولادة بفترة بعيدة فقد تكون بسبب اذية أو مرض.
نصف الحالات التي تحدث بسبب الاذية في الواقع تحدث في حوادث السيارات والدراجات. بينما 25% من الحالات تحدث بسبب السقوط و10% خلال الأنشطة الترفيهية مثل حوادث الغوص.
تحدث الحالة أيضاً لدى مرضى العظام مثل المصابين بـتلين العظام، التهاب المفاصل الروماتويدي، مرض بهجت، متلازمة إهلرز-دانلوس، متلازمة مارفان وتكون العظم الناقص.

## التشخيص

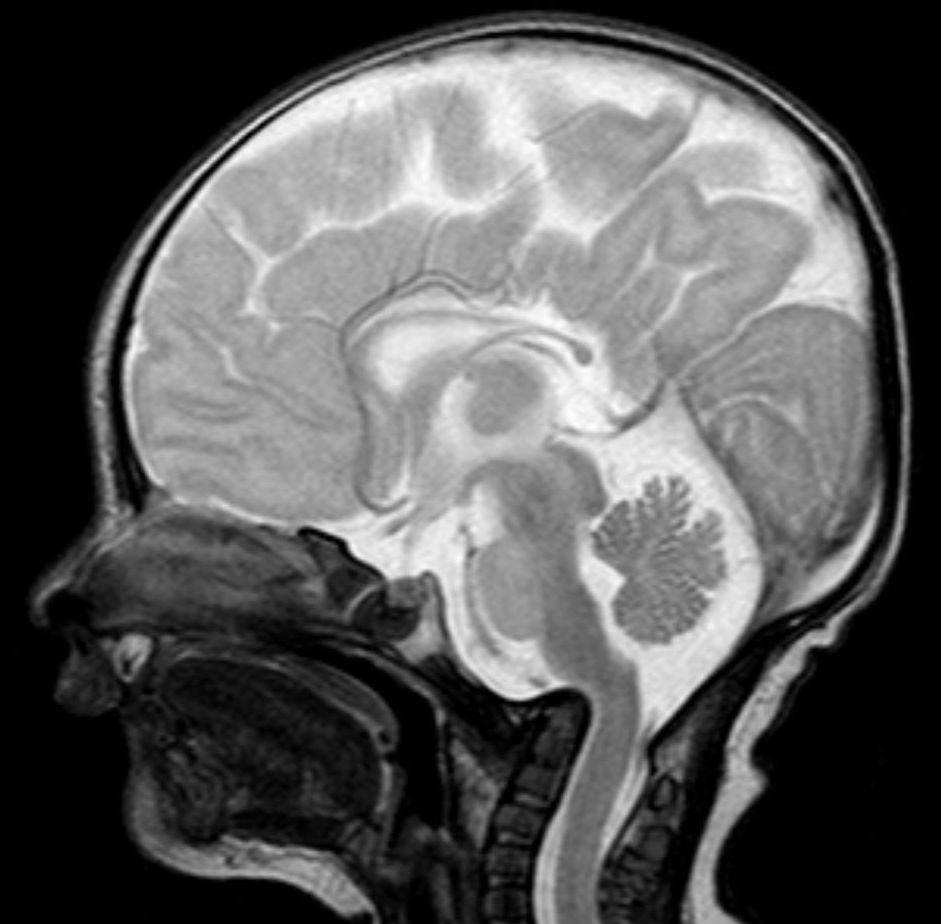
انغلاف قاعدي لدى رضيع مُصاب بـ متلازمة وولف - هيرشيرون.

يتم التشخيص باستخدام عدة تقنيات أهمها، التصوير بالأشعة المقطعية والتصوير بالرنين المغناطيسي.

## العلاج
إذا لم يمن هناك أي أعراض عصبية ظاهرة -مثل فقدان الإحساس أو صعوبة في الحركة- أو اعراض انضغاط الحبل الشوكي، فقد يُكتفى بإعطاء بعض الأدوية الداعمة
- أدوية مثل الأسبرين لإزالة أي التهابات.
- سحب العنق، حيث يتم سحب الرقبة بطولها، وبالتالي تخفيف الضغط على الحبل الشوكي.
- استخدام طوق العنق.

أما إذا ظهرت أي أعراض لانضغاط الحبل الشوكي فيستحسن التدخل الجراحي.